# ヤマキ
ヤマキ株式会社（Yamaki Co., Ltd.）は、愛媛県伊予市米湊に本社を置く、主に削り節や、かつお節を中心とする調味料を扱う味の素グループの食品メーカーである。「ヤマキ」は、個人商店時代からの屋号であり、削り節ではトップシェアを誇る。伊予市を代表する企業の一つとしてその名を知られる。原料の鰹節は枕崎、焼津、土佐清水などから買い付け、前工程として独特のかび付けの技術を有している。
コーポレートスローガンは長年にわたり、「自然の味を大切にします。」が使われているが、笑福亭鶴瓶がイメージキャラクターになった2011年4月以降は「いいだし、いい鰹節。」も併用して使われている。さらに105周年を迎えた2022年以降は「鰹節屋・だし屋、ヤマキ。」も使われている。

## 概要・歴史
1917年（大正6年）、海産物問屋を営んでいた先代・城戸豊吉が「城戸商店」として北山崎村（現在の伊予市）で創業。削り機3台で削り節の製造を始めた。当初は「バラ削り」と呼ばれる小売店での計り売りを行なっていたが、やがて小袋に詰めて販売するようになる。1921年（大正10年）に、店舗を北山崎村から郡中村米湊（こみなと）に移転、工場を建設して削り機10台と附属機械を据えて操業を始めた。1930年（昭和5年）に予讃線が郡中（現在の伊予市駅）まで延びたのを契機に、それまでの船による輸送から鉄道による製品輸送へと転換すると共に、翌年には東京支店を開設するなど販路を拡大、1935年（昭和10年）には工場を拡張した。
太平洋戦争中に企業整備令により廃業したが、戦後1947年（昭和22年）に個人商店として再開。1950年（昭和25年）に株式会社へと組織変更、1971年（昭和46年）には現在のヤマキに社名変更する。以後、かつお節だけでなく、めんつゆ、料理つゆ、だしの素、煮干しなどの調味料、食品を次々と手がけてきた。かつお節業界では、1973年（昭和48年）のかつおパックのヒットにより、マルトモ（愛媛県伊予市（後述））、マルアイ（愛知県名古屋市）、にんべん（東京都中央区）を抜いて業界トップとなり、以後その地位を守り続けている。
2007年2月1日には、味の素と資本・業務提携契約を締結し、第三者割当増資の引き受けなどにより東証1部上場の味の素株式会社の持分法適用会社（33.4%出資）となり、味の素の子会社、株式会社かつお技術研究所に20%出資する。
2011年1月、群馬県みなかみ町に約9万平方メートルの用地を取得し、めんつゆなど液体調味料を製造する新工場を建設。投資額は50億円。ヤマキにとっては県外に構える初の自社工場となる。

## 事業所

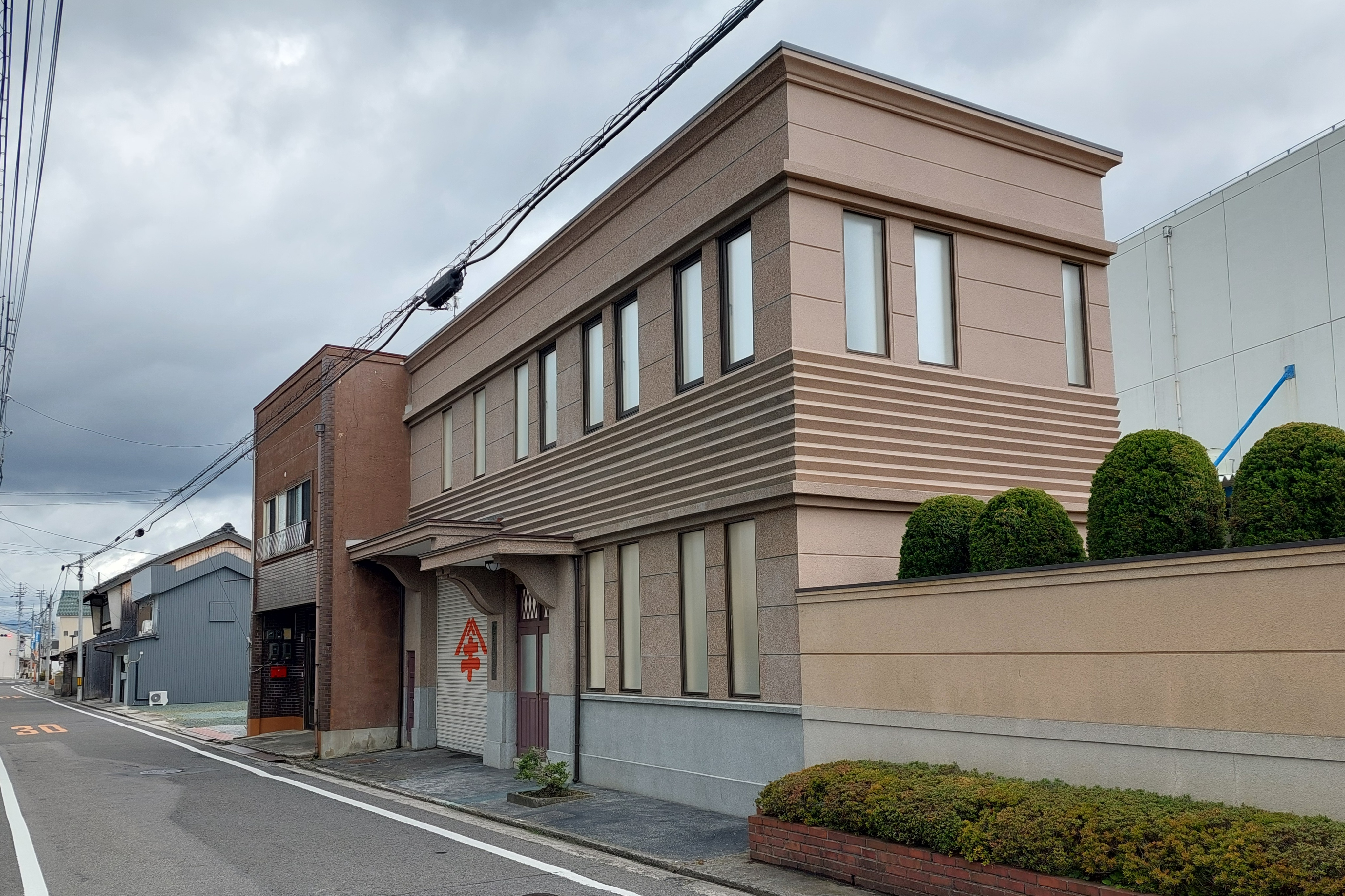
旧本社社屋のモニュメント（伊予市米湊）

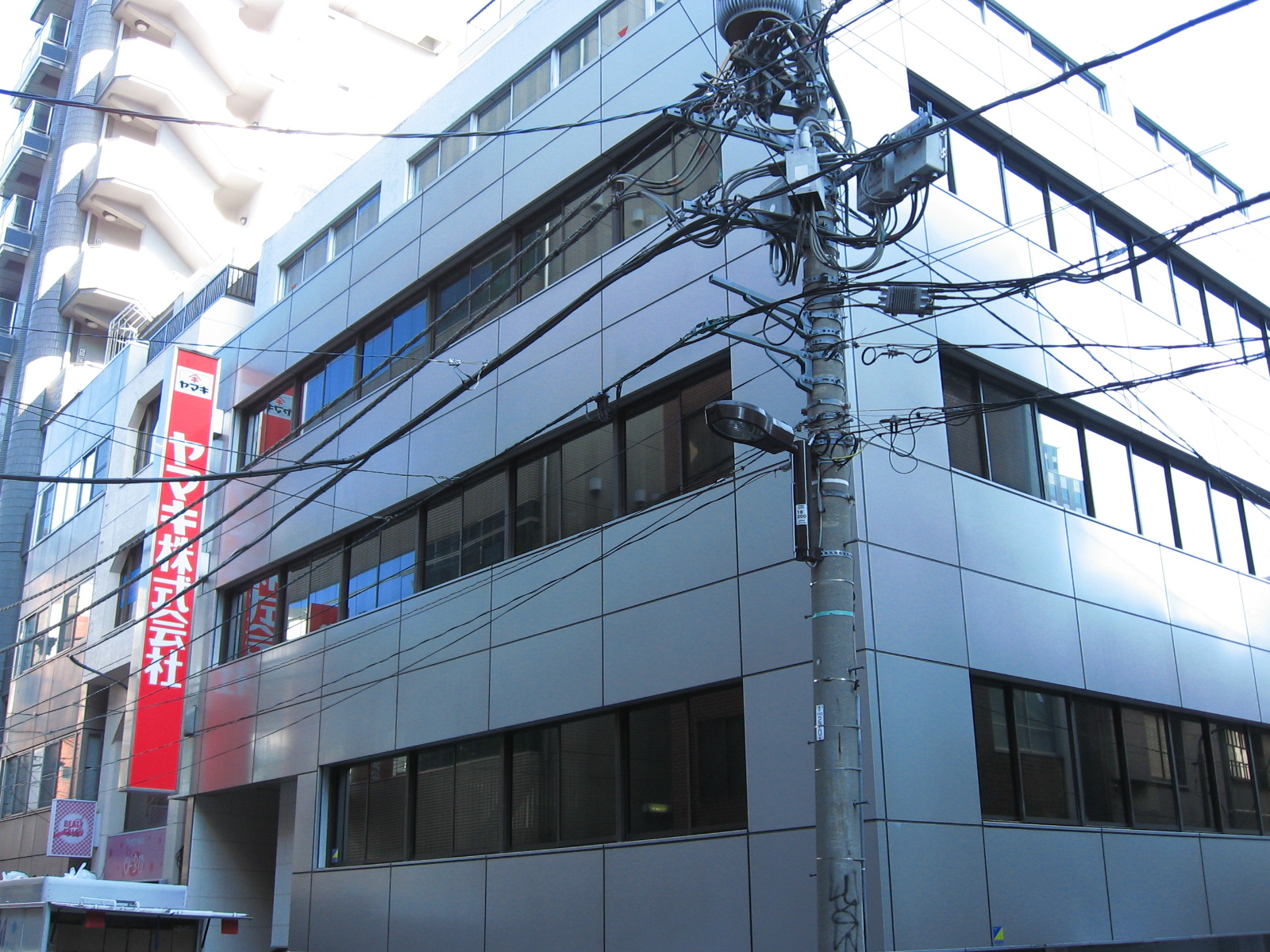
東京支社・営業本部が入るビル（千代田区外神田）

### 支社・支店
- 東京支社 ： 東京都千代田区外神田6-14-3 VORT末広町Ⅱ3階
- 札幌支店 ： 札幌市中央区大通西14-1-13 北日本南大通ビル7階
- 仙台支店 ： 仙台市泉区泉中央4-15-1
- 名古屋支店：名古屋市中川区八熊2-2-4
- 大阪支店 ： 大阪市西区靱本町3-5-30
- 中国支店 ： 広島市西区南観音6-13-5
- 四国支店 ： 愛媛県伊予市米湊1698-6
- 福岡支店 ： 福岡市博多区博多駅南4-1-17 岩保ビル駅南1階

### 営業本部・営業所
- 営業本部 ： 東京都千代田区外神田4-8-2
- 首都圏営業所 ： 埼玉県さいたま市北区宮原町3-527-1 第二シマ企画ビル7階
- 信越営業所 ： 新潟県新潟市中央区米山3-1-63 マルヤマビル406号
- 岡山営業所 ： 岡山市北区北長瀬表町3-9-25 A-21北長瀬ビル1階

### 工場

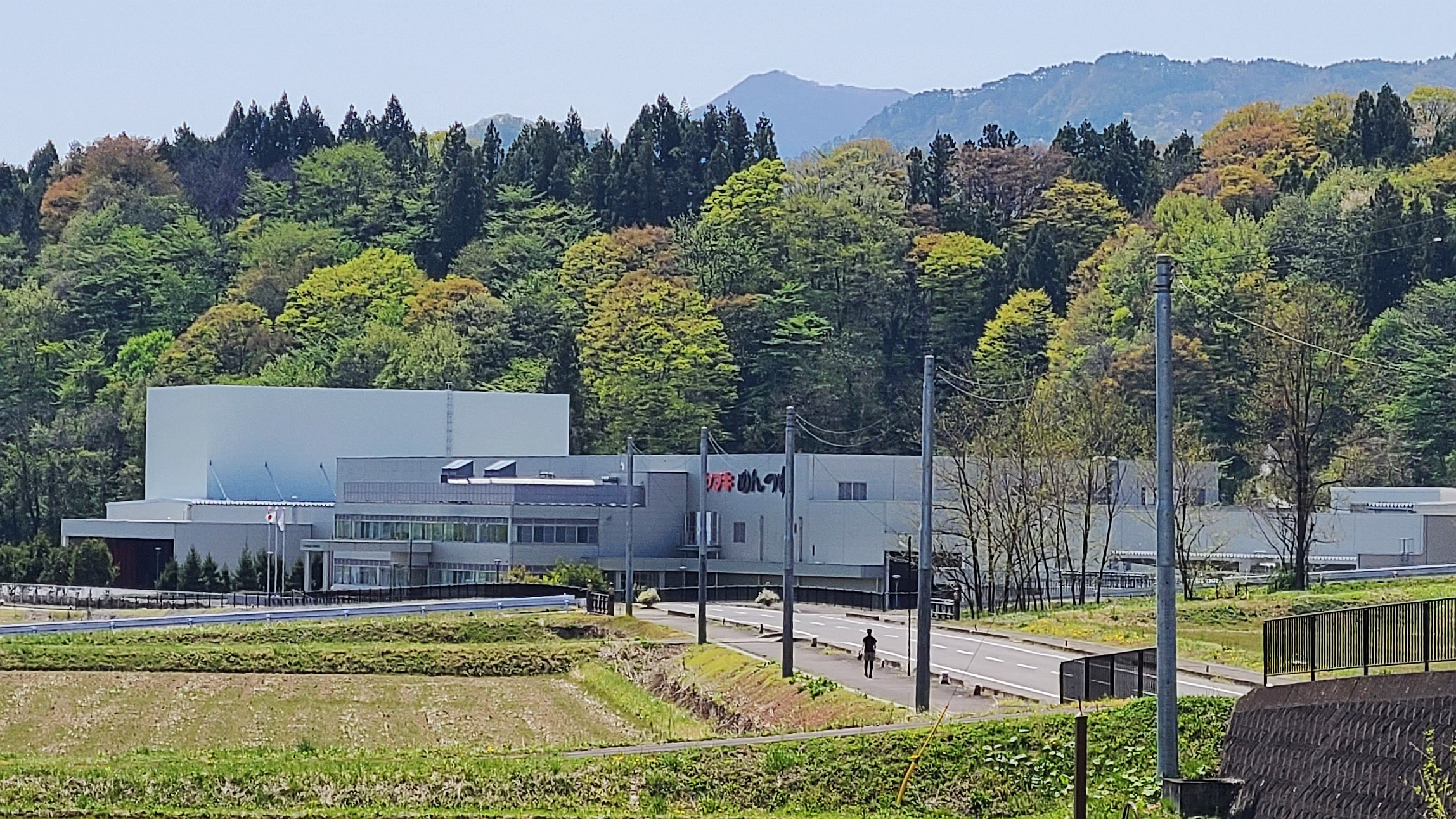
群馬事業所 みなかみ工場

- 愛媛事業所 本社工場 ： 愛媛県伊予市米湊1698-6
- 愛媛事業所 第二工場 ： 愛媛県伊予市下三谷字明星田262-1
- 群馬事業所 みなかみ工場 ： 群馬県利根郡みなかみ町月夜野4000番地

## 主な商品
- ヤマキ 花かつお
- ヤマキ めんつゆ（1979年発売のロングセラー）
- ヤマキ だしの素
- かつお節（徳一番、匠一番、味一番、かつお花割烹など）

※同じ伊予市に本社を置き、東隣に本社兼工場があるライバル企業・マルトモがチルド製品なども扱っているのに対して、同社はどちらかと言うと乾物とめんつゆ中心である。

## スポンサー番組
現在
- 無し。

過去
- 『好き! すき!! 魔女先生』（朝日放送）
- 『新婚さんいらっしゃい!』（朝日放送）
『好き! すき!! 魔女先生』終了後の1972年4月3日放送分〜2014年9月28日。1975年3月30日放送分まではTBS系列、4月6日放送分からはテレビ朝日系列。地元（ヤマキの本社がある愛媛県）では1995年3月放送分までは南海放送、4月2日放送分からは愛媛朝日テレビ。放送開始から2010年3月までは45秒、2010年4月から30秒になり2014年9月までに至っている[4]。当番組休止には『全日本大学女子駅伝』（大阪時代：60秒、1996年、2002年、2004年など）に提供を差し替えていた時期があった。逆に親会社味の素のCMを流したことがない。
しかし、2014年10月の改編で続いてきた番組提供から降板。同枠の後任はイースマイル→万田発酵→世田谷自然食品またはサントリーウェルネスが引き継ぐ。今後は下記に記載されている味の素の持分法適用会社として、現在は味の素の提供番組でCMを流すか味の素の広告代理店（味の素コミュニケーションズ）との関わりや、地元南海放送やテレビ愛媛、あいテレビ、愛媛朝日テレビ、地元周辺の民放テレビ局、関東甲信越地方のみ字幕付きにおいてスポットでCMを流すことにしている[5]。ただし、2014年8月3日（「よゐこの無人島0円生活 無人島奇跡の名場面ベスト10」放送のため休止）休止分のCM素材振替先は不明。
- 『芸能人格付けチェックスペシャル』 （朝日放送）
※2011年元日放送分は提供せず、「たけしの健康エンターテインメント!みんなの家庭の医学 3時間スペシャル」（2011年1月4日19:00 - 21:48）と「大改造!!劇的ビフォーアフター 2時間スペシャル」（1月16日18:56 - 20:54）の番組内で流されていた。
- 『なんかいNEWS』（南海放送）
『新婚さんいらっしゃい!』（現在はスポンサー撤退）が愛媛朝日テレビ開局に伴い提供枠がなくなった後も、当社の意向で引き続き提供。
- 『火曜ドラマ・逃げるは恥だが役に立つ』（TBS・2016年10月 - 12月）
味の素とともに共同で提供。
- 『スッキリ!!』、『土曜ドラマ』（日本テレビ）や『木曜劇場』、『バイキング』、『サザエさん』、『痛快TV スカッとジャパン』、『ホンマでっか!?TV』（フジテレビ）、『ごはんジャパン』（テレビ朝日）、『マツコの知らない世界』（TBSテレビ）、『モヤモヤさまぁ〜ず2』[6]→『家、ついて行ってイイですか?』[7]（テレビ東京）、ローカル野球中継などの味の素提供枠
2011年4月から放映開始されたが、当社は味の素の持分法適用会社である。

### 過去のスポンサー番組
- 『みんな出て恋恋来い!』1984年（フジテレビ）
- 『はなまるマーケット』（TBS）※『モーニングEye』から引き続き隔日で9時台後半に提供（当該時間帯は主に「はなまるカフェ」「クイズ・デイリーママダス」を放送）。
- ドラマ『もうひとつのJリーグ』1993年（日本テレビ）
- ドラマ『ザ・ワイドショー』1994年（日本テレビ）
- ドラマ『西遊記』1994年（日本テレビ）
- 『お昼のワイドショー』提供時期不明 （日本テレビ）
- 『ルックルックこんにちは』（日本テレビ）
- 『NNN6:30きょうのニュース』1986年【末期のみ】 （日本テレビ、番組後半の関東ローカルスポンサー）
- 『わくわくネットワーク・EXPOスクランブル』1985年（TBS）
- 『新伍のお待ちどおさま』提供時期不明 （TBS）
- 『モーニングEye』提供時期不明 （TBS）※隔日で9時台後半に提供。
- 『あの街この町天気予報』 （TBS）
- 『M-1グランプリ敗者復活戦』2009年（朝日放送）

## CM出演者（出演終了者も含む）
- 樫山文枝
- 香川京子
- 坂口良子（めんつゆ、カツオパック寿セット、浅漬けの素（前田吟と共演）、ほか多数）
- 前田吟（めんつゆ、浅漬けの素（坂口良子と共演）、カツオシート）
- 大地康雄 (めんつゆ、カツオパック)
- 鈴木紗理奈（めんつゆ、家族で丼）
- グッチ裕三（めんつゆ）
- 十一代目市川海老蔵（めんつゆ） - 暴行事件に伴い降板となってしまった。
- 笑福亭鶴瓶・駿河太郎親子（めんつゆ、2011年4月 - ）
- 田中伸子（企業CM）
- 岡田将生（割烹白だし）
- 山崎育三郎

## CM自粛
- 2009年1月にカツオパック加工に不適切な表示がされたために対象商品を自主回収した事を受けて1月25日から4月26日まで放送分のABC制作、テレビ朝日系列の『新婚さんいらっしゃい!』と南海放送の『なんかいNEWS』はCMを自粛し、提クレも自粛した（空いたCM枠は公共広告機構（現：ACジャパン）のCMが流れた。流れたCMは『新婚さんいらっしゃい!』では30秒がNHK関連のコエ出してエコ、15秒が日韓共同キャンペーンのSTAR、『なんかいNEWS』は不明。5月3日からCMを再開している）。また、2011年3月11日に発生した東北地方太平洋沖地震（東日本大震災）の発生の時にもCMを自粛し、ACジャパンのCMに差し替えた（2011年4月からCMを再開）。